# Prvenstvo LjNP 1933-1934
Il Prvenstvo Ljubljanske nogometne podzveze 1933./34. (it. "Campionato della sottofederazione calcistica di Lubiana 1933-34") fu la quindicesima edizione del campionato organizzato dalla Ljubljanska nogometna podzveza (LjNP).
Questa fu la prima edizione del Prvenstvo ZNP ad essere di secondo livello calcistico. Infatti, da quest'anno, il Državno prvenstvo, il campionato nazionale, raccoglieva le migliori squadre del Regno di Jugoslavia, e le vincitrici delle varie sottofederazioni avrebbero disputato gli spareggi per la promozione al campionato successivo, anziché per la stessa stagione come fatto fino ad allora.
Il vincitore fu l'Ilirija, al suo dodicesimo titolo nella LjNP. Questa vittoria diede ai biancoverdi diede l'accesso, assieme al Primorje, alle qualificazioni per il campionato nazionale 1934-35.

## Squadre partecipanti
| Squadra               | Stagione 1932-33                           |
| --------------------- | ------------------------------------------ |
| 1.SŠK Maribor         | Campione della sottofederazione di Lubiana |
| SV Rapid Marburg      | 2° in prima classe                         |
| SK Železničar Maribor | 3° in prima classe                         |
| SK Ilirija Ljubljana  | 4° in prima classe                         |
| SK Hermes Ljubljana   | in seconda classe                          |
| SK Celje              | in seconda classe                          |
| Čakovečki ŠK          | in seconda classe                          |

## Classifica
Il Rapid è stato sospeso dalle competizioni dalla Federcalcio jugoslava per il suo attivismo politico.
|                   | Pos. | Squadra            | Pt | G  | V | N | P | GF | GS | QR    |
| ----------------- | ---- | ------------------ | -- | -- | - | - | - | -- | -- | ----- |
|                   | 1.   | Ilirija            | 16 | 10 | 7 | 2 | 1 | 42 | 20 | 2,100 |
|                   | 2.   | Železničar Maribor | 14 | 10 | 6 | 2 | 2 | 37 | 21 | 1,761 |
|                   | 3.   | ČSK Čakovec        | 12 | 10 | 3 | 4 | 3 | 24 | 27 | 0,888 |
|                   | 4.   | Hermes Lubiana     | 10 | 10 | 3 | 4 | 3 | 18 | 29 | 0,620 |
|                   | 5.   | Celje              | 6  | 10 | 2 | 2 | 6 | 21 | 28 | 0,750 |
|                   | 6.   | 1.SŠK Maribor      | 6  | 10 | 1 | 2 | 7 | 18 | 36 | 0,500 |
|                   | —    | Rapid Marburg      | 7  | 6  | 3 | 1 | 2 | 17 | 10 | 1,700 |
| Fonte: exyufudbal |      |                    |    |    |   |   |   |    |    |       |

Legenda:
      Campione della sottofederazione di Lubiana.
  Ammesso alle qualificazioni per il campionato nazionale 1934-35.
      Retrocesso nella classe inferiore.
Note:
Due punti a vittoria, uno a pareggio, zero a sconfitta.

## Risultati

### Tabellone
|                   | Ili  | Žel  | ČSK  | Her  | Cel  | Mar  | Rap  |
| ----------------- | ---- | ---- | ---- | ---- | ---- | ---- | ---- |
| Ilirija           | –––– | 5-4  | 5-1  | 6-1  | 2-0  | 11-2 | 1-1  |
| Železničar        | 4-4  | –––– | 2-1  | 7-1  | 4-3  | 3-1  | -    |
| ČSK               | 4-1  | 2-7  | –––– | 1-1  | 3-1  | 4-2  | 4-2  |
| Hermes            | 2-2  | 1-0  | 5-5  | –––– | 2-0  | 1-0  | 0-4  |
| Celje             | 2-3  | 2-5  | 1-1  | 3-3  | –––– | 4-1  | -    |
| Maribor           | ?    | 1-1  | 2-2  | 5-1  | 4-5  | –––– | 3-2  |
| Rapid             | -    | -    | -    | 4-1  | 4-1  | -    | –––– |
| Fonte: exyufudbal |      |      |      |      |      |      |      |

### Calendario
Andata:
24.09.1933. ČŠK – Željezničar 2–7
01.10.1933. Hermes – ČŠK 5–5
08.10.1933. Hermes – Željezničar 1–0, Celje – Maribor 4–1, ČŠK – Rapid 4–2
15.10.1933. ČŠK – Ilirija 4–1, Celje – Hermes 3–3
22.10.1933. Ilirija – Hermes 6–1, Celje – ČŠK 1–1
29.10.1933. Ilirija – Celje 2–0, ČŠK – Maribor 4–2
05.11.1933. Hermes – Maribor 1–0, Ilirija – Željezničar 5–4, Rapid – Celje 4–1
12.11.1933. Ilirija – Maribor 11–2, Željezničar – Celje 4–3
19.11.1933. Željezničar – Maribor 3–1
26.11.1933. Rapid – Hermes 4–1
03.12.1933. Ilirija – Rapid 1–1
Ritorno:
01.04.1934. ČŠK – Celje 3–1
08.04.1934. Željezničar – Hermes 7–1
15.04.1934. Željezničar – ČŠK 2–1, Ilirija – Celje 3–2, Maribor – Hermes 5–1
22.04.1934. Hermes – Celje 2–0, Maribor – ČŠK 2–2
29.04.1934. Hermes – Ilirija 2–2, Celje – Maribor 5–4
06.05.1934. Hermes – ČŠK 1–1, Željezničar – Celje 5–2
13.05.1934. Željezničar – Maribor 1–1
03.06.1934. Ilirija – Željezničar 4–4
23.06.1934. Maribor – Rapid 3–2
24.06.1934. Ilirija – ČŠK 5–1, Rapid – Hermes 4–0